# DrugBank
Cơ sở dữ liệu DrugBank là một cơ sở dữ liệu trực tuyến toàn diện, có thể truy cập miễn phí, chứa thông tin về chất kích thích và các chất dược phẩm do Đại học Alberta và Trung tâm Đổi mới Metabolomics đặt tại Alberta, Canada tạo ra và duy trì. Vừa là nguồn thông tin sinh học vừa là nguồn tin học hóa học, DrugBank kết hợp dữ liệu chi tiết về thuốc (tức là hóa chất, dược lý và dược phẩm) với thông tin toàn diện về mục tiêu thuốc (tức là trình tự, cấu trúc và đường dẫn). DrugBank đã sử dụng nội dung từ Wikipedia; Wikipedia cũng thường liên kết với Drugbank, đặt ra các vấn đề tiềm ẩn về báo cáo theo vòng tròn.
Trang web DrugBank Online có sẵn cho công chúng như một tài nguyên miễn phí để truy cập. Tuy nhiên, việc sử dụng và phân phối lại nội dung từ DrugBank Online hoặc Dữ liệu cơ bản của DrugBank, toàn bộ hoặc một phần và cho bất kỳ mục đích nào đều phải có giấy phép. Người dùng học thuật có thể đăng ký giấy phép miễn phí cho một số trường hợp sử dụng nhất định trong khi tất cả người dùng khác yêu cầu giấy phép trả phí.
Phiên bản mới nhất của cơ sở dữ liệu này (phiên bản 5.0) chứa 9591 mục thuốc bao gồm 2037 thuốc tiểu phân tử được  FDA chấp nhận, 241 thuốc dùng công nghệ sinh học được FDA chấp thuận (protein/peptide), 96 Nutraceuticals và hơn 6000 loại thuốc thử nghiệm. Ngoài ra, 4270 trình tự protein không dư thừa (tức là thuốc đích/enzym /chất vận chuyển/chất mang) được liên kết với các mục thuốc này. Mỗi mục nhập DrugCard (Hình 1) chứa hơn 200 trường dữ liệu với một nửa thông tin được dành cho dữ liệu thuốc / hóa chất và nửa còn lại dành cho dữ liệu đích hoặc protein.
Bốn cơ sở dữ liệu bổ sung, HMDB, T3DB, SMPDB và FooDB cũng là một phần của một bộ chung của cơ sở dữ liệu metabolomic/cheminformatic. HMDB chứa thông tin tương đương về hơn 40.000 chất chuyển hóa ở người, T3DB chứa thông tin về 3100 chất độc phổ biến và chất gây ô nhiễm môi trường, SMPDB chứa sơ đồ đường dẫn cho gần 700 con đường trao đổi chất của con người và con đường bệnh tật, trong khi FooDB chứa thông tin tương đương về ~ 28.000 thành phần thực phẩm và phụ gia thực phẩm.